# Pylon
| D58 | Aa1 · N35 | t · F5 | O21 |

| D58 | Aa1 · N35 | t · F5 | O21 |

| D58 | Aa1 · N35 | pr |

| D58 | Aa1 · N35 | pr |

| O32 |

| O32 |

| N27 |

| N27 |

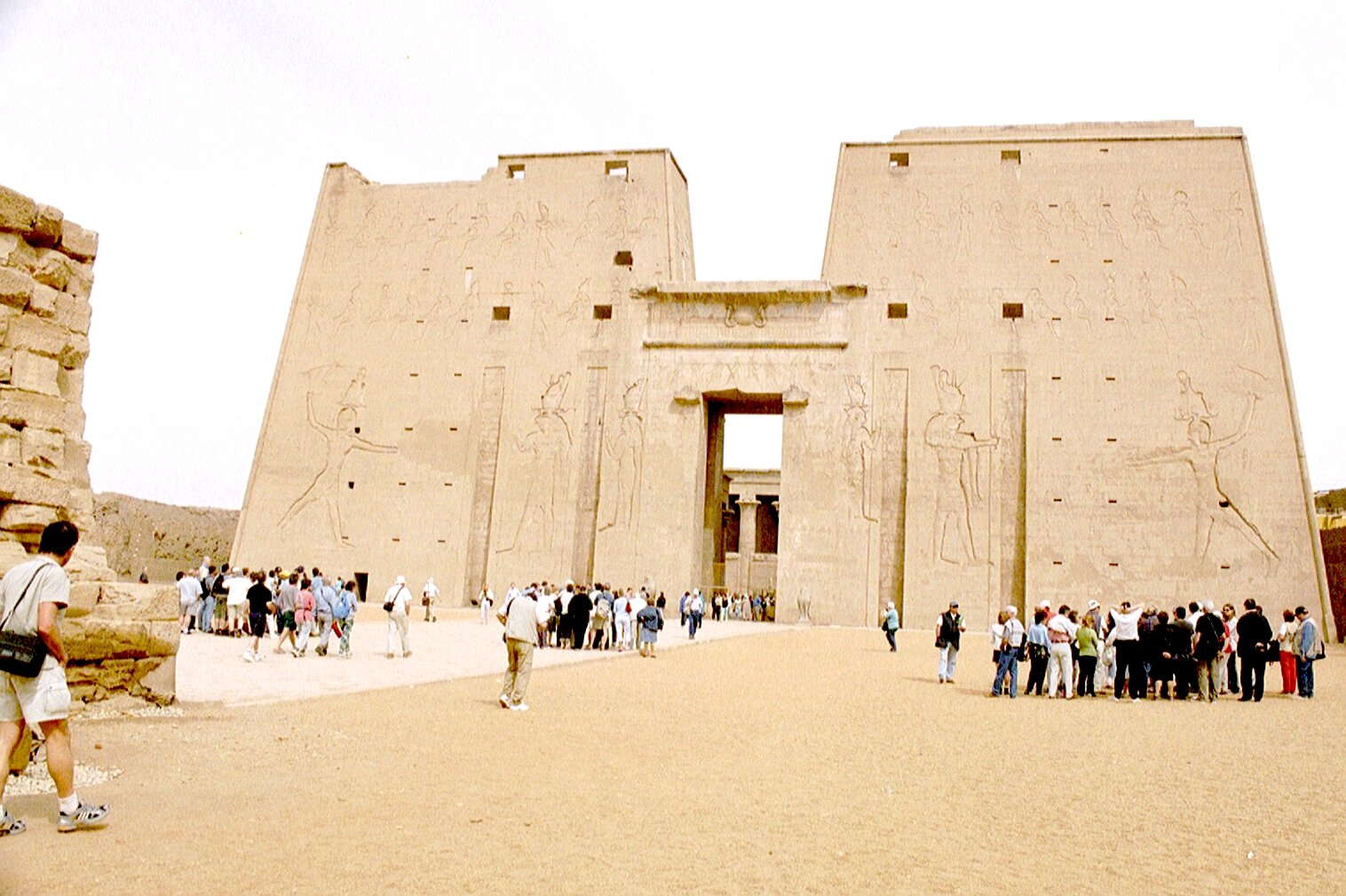
Dvojice pylonů chrámu v Edfu

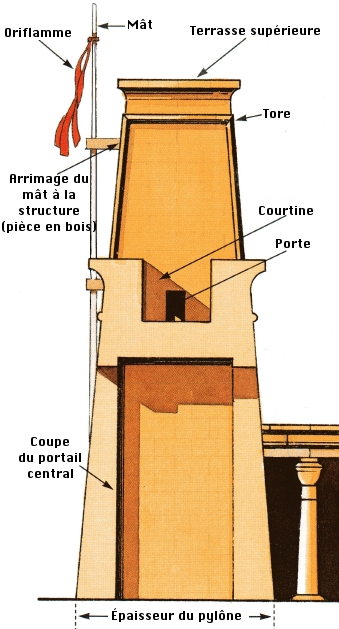
Boční pohled na vnitřní stranu pylonu

Pylon (odvozeno z řeckého πυλον – „brána“, původní egyptský název je bechenet) je označení věžovité stavby tvořící v páru nejpozději od Nové říše monumentální vstup do egyptských chrámů. Jeho dvě části lemující bránu a spojené nad portálem mostkem tvořily vnější hranici mezi širším chrámovým okrskem a vlastním chrámem jako „příbytkem boha“. Význam pylonu se odvíjí od symboliky chrámu, který je pokládán za „achet na zemi“, kdy achet je egyptským slovem pro „obzor“, „horizont“ jako tajemné mystické místo zrození a vstupu slunečního boha na tento svět mezi dvojicí hor. Ačkoli to nelze prokázat, je možné, že architektonická podoba pylonu jako hranice mezi světem bohů a světem lidí je odvozena od hieroglyfické značky achet.
V rozsáhlých chrámových komplexech (např. v Karnaku) je počet pylonů znásobován i bez ohledu na jejich architektonickou funkci – snad to může souviset s nám neznámou symbolikou. V jasně symbolické roli, i když také ne zcela srozumitelně, se pylony objevují v Knihách mrtvých a dalších podsvětních knihách, kde představují místa zkoušek zemřelého, oddělují od ostatních ty části Duatu, v nichž se po strastiplné cestě setkává s bohy, a podle názorů některých badatelů vyznačují i fáze jeho podsvětní proměny.
Pylon má obdélníkový půdorys a má podobu komolého jehlanu se stěnami zakončenými římsou. Je vždy plný, uvnitř bývá jen úzké schodiště, jímž je možno vystoupit na střešní terasu a ke zděnému mostku spojujícímu oba z páru pylonů. Všechny zdi (a zejména zdi přední) mohou být zdobeny náboženskými a mytologickým výjevy a nápisy. Před pylony stávaly vysoké dřevěné stožáry s vlajícími úzkými praporci, někdy i obelisky a kolosální sochy panovníků.
Nejstarším známý doklad užití pylonu pochází z pozůstatků cihlového chrámu Mentuhotepa III. z 11. dynastie postaveného ve Vesetu na hoře nad Údolím králů. Badatelé ovšem předpokládají, že jeho předchůdce lze spatřovat v nárožních věžovitých stavbách s vnitřním schodištěm, které byly v 5. dynastii součástí zádušního chrámu krále Niuserrea v Abúsíru a v masívním zesílení zdiva věžovitými stavbami čtvercového půdorysu se skloněnými stěnami, které lemují východní vstup do Džedkareova zádušního chrámu v Sakkáře ze závěru stejného období. Počínaje Novou říší jsou pylony nedílnou součástí architektonického kánonu egyptského chrámu a zůstávají jím až do konce trvání kultu egyptských bohů.